# Гидрогалит

Фазовая диаграмма смеси вода — хлорид натрия

Гидрогали́т (от др.-греч. ὕδωρ «вода» + галит; также криогали́т, бигидра́т, мааки́т) — минерал с химическим составом NaCl·2H2O класса хлоридов, единственный водный хлорид щелочных металлов, известный в природе.
Встречается в насыщенных галитовых рассолах при низких температурах (ниже 0,1° С). За пределами Земли обнаружен космическим аппаратом Dawn на Церере.

## История
Впервые описан в 1847 году в Дюрнберге, Австрия. Образуется в солёных озёрах и других крепких рассолах (рапа) в морозную погоду.
В России был описан П. Л. Дравертом в Якутии в 1908 году — кристаллы «гидрата хлористого натрия».

## Описание
Моно- или триклинные кристаллы, уплощённые псевдогексагональные, игольчатые. Спаянность несовершенная, собран в зернистые друзы. Бесцветный, блеск стеклянный. Твёрдость 1,5—2 по Моосу. Плотность 1,6 г/см³ при 11 °С. Образуется зимой при температуре рапы от +0,15 до —21,9 °С.
Обладает высокой энергией нуклеации, и для образования кристаллов растворы обычно необходимо переохладить. Криогидравлическая точка находится на уровне −21,2 °С. Выше этой температуры жидкая вода, насыщенная солью, может существовать в равновесии с гидрогалитом.
Имеет высокий положительный температурный коэффициент растворимости, в отличие от галита.
Гидрогалит разлагается свыше 0,15° С, образуя солёный рассол и твердый галит.
Под давлением гидрогалит стабилен при давлении от 7900 до 11 600 атмосфер. Температура начала разложения увеличивается на 0,007 К на атмосферу (для диапазона 1—1000 атмосфер). Максимальная температура разложения — +25,8 °С при 9400 атмосферах. Свыше этого давления точка разложения снова понижается.
Наблюдался зимой на озере Баскунчак.

## Применение
Вымораживанием получают чистый хлорид натрия (NaCl гидрат).